# Bruingemarmerde schildwants
De bruingemarmerde schildwants (Halyomorpha halys) of Aziatische stinkwants is een insect uit de familie Pentatomidae (schildwantsen), afkomstig uit China, Japan, Korea en andere Aziatische regio's. In september 1998 werd de soort verzameld in Allentown (Pennsylvania), waar deze vermoedelijk per ongeluk is geïntroduceerd. De nimfen en volwassenen van de bruingemarmerde schildwants voeden zich met ongeveer 170 plantensoorten, waaronder veel landbouwgewassen, en waren gedurende 2010-2011 een plaag geworden in boomgaarden in het oosten van de Verenigde Staten. In 2010 ging in de Mid-Atlantische Verenigde Staten €33,5 miljoen aan appeloogst verloren, ook verloren sommige steenfruittelers meer dan 90% van hun oogst. Sinds 2010 heeft de wants zich verspreid naar Georgië alsook Turkije waar hij grote schade heeft aangericht aan de hazelnootproductie. Hij is nu gevestigd in veel delen van Noord-Amerika en hij heeft zich ook gevestigd in Europa en Zuid-Amerika.

## Beschrijving
Volwassen bruingemarmerde schildwantsen zijn ongeveer 1,7 cm lang en ongeveer net zo breed, vormend de heraldische schildvorm die kenmerkend is voor insecten in de superfamilie Pentatomoidea. Ze zijn over het algemeen donkerbruin van bovenaf gezien, met een romig witbruine onderkant. Individuele kleuring kan variëren, waarbij sommige beestjes verschillende tinten rood, grijs, lichtbruin, koper of zwart hebben. De term "gemarmerd" betekent bont of geaderd, zoals marmer,  wat verwijst naar de markeringen die uniek zijn voor deze soort, inclusief afwisselend lichtgekleurde banden op de antennes en afwisselend donkere banden op de dunne buitenrand van de buik. De poten zijn bruin met vage witte vlekken of strepen.
De nimfstadia zijn zwart of zeer donkerbruin, met rood omhulsel tussen de sclerieten. Nimfen van het eerste stadium hebben geen witte aftekeningen, maar nimfen van het tweede tot en met vijfde stadium hebben zwarte antennes met een enkele witte band. De poten van nimfen zijn zwart met variërende hoeveelheden witte strepen. Pas vervelde individuen van alle stadia zijn bleekwit met rode aftekeningen. Eieren worden normaal gesproken aan de onderkant van bladeren gelegd in massa's van 28 eieren en zijn lichtgroen als ze worden gelegd waarna ze vervolgens geleidelijk aan wit worden.
Zoals alle stinkwantsen, bevinden de klieren die de defensieve chemicaliën produceren (de geur) zich aan de onderkant van de thorax, tussen het eerste en tweede paar poten.

## Gedrag

### Geur
De geur van de stinkwants is te wijten aan trans-2-decenaal en trans-2-octenaal.  De geur wordt gekarakteriseerd als een "doordringende geur die naar koriander ruikt". Het vermogen van de stinkwants om een geur af te geven door gaten in zijn buik is een afweermechanisme dat is ontwikkeld om te voorkomen dat het wordt opgegeten door vogels en hagedissen. Door simpelweg met de wants om te gaan, hem te verwonden of te proberen hem te verplaatsen, kan hij er echter voor zorgen dat de geur vrijkomt.
Gevallen bij mensen zijn zeldzaam. Ook zijn de lichaamsvloeistoffen van de stinkwants giftig en irriterend voor de menselijke huid en ogen. In Taiwan is één geval van keratitis gemeld ten gevolge van de stinkwants.

### Paring
Tijdens de verkering zendt het mannetje feromonen en trillingssignalen uit om te communiceren met een vrouwtje, dat antwoordt met haar eigen trillingssignalen, zoals bij alle stinkwantsen. De insecten gebruiken de signalen om elkaar te herkennen en te lokaliseren. Trillingssignalen van deze soort staan bekend om hun lage frequentie, er is één speciaal signaaltype die bij de mannetjes voorkomt. Dit signaaltype is veel langer dan alle andere eerder gekende signalen bij stinkwantsen. De betekenis hiervan is voorlopig nog onbekend.

### Eetpatroon
De bruingemarmerde schildwants is een zuigend insect (zoals alle Hemiptera of halfvleugelingen) dat zijn proboscis gebruikt om de plant in kwestie te doorboren en zich hiermee te voeden. Deze voeding resulteert gedeeltelijk in de vorming van ingedeukte of necrotische wonden op het buitenoppervlak van fruit, bladstippeling, zaadverlies en mogelijke overdracht van plantpathogenen. Het is een landbouwplaag die grote schade kan toebrengen aan groente- en fruitgewassen. In Japan is het een plaag voor sojabonen en fruitgewassen. In de VS en Europa voedt de bruin gemarmerde schildwants zich vanaf eind mei of begin juni met een breed scala aan fruit, groenten en andere waardplanten, waaronder perziken, appels, sperziebonen, sojabonen, kersen, frambozen en peren.

## In België
De bruingemarmerde schildwants is per ongeluk vanuit China of Japan in Europa terechtgekomen. Vermoedelijk kwam hij hier terecht via een Chinese dakpan, die in de zoo van Zürich werd aangelegd tijdens de restauratie van Chinatown. Waarna hij door de ietwat te lage temperatuur meer richting het zuiden trok en zich uiteindelijk voornamelijk vestigde in Frankrijk en Italië. In 2017 werd hij voor het eerst gespot in België, aanvankelijk in St.-Niklaas en Henegouwen. Sinds 2019 is hij zowat overal in onze contreien te vinden. Anno 2023 is hij het meest frequent aanwezig in Limburg, doorgaans de grootste provincie qua fruitteelt, tevens de meest vatbare landbouwindustrie voor deze stinkwants.

## In Nederland
De bruingemarmerde schildwants kwam vermoedelijk in het voorjaar van 2018 in Nederland terecht, hier is echter veel onzekerheid over. In het najaar van datzelfde jaar waren er enkele bevestigde waarnemingen. Ze kwamen Nederlands-Limburg binnen via het Belgische Limburg en al snel verspreidde de soort zich over heel het land. In november 2018 was de wants al frequent te spotten in Overijssel alsook in januari 2019 rond de streken bij Gelderland. Reeds rond dezelfde periode verscheen de wants ook in Noord-Holland, meer bepaald de streken rondom Amsterdam, en Utrecht. Rond 2021 bevonden de uiterst noordelijke gevallen zich al rond Castricum en Hoogeveen. Inmiddels heeft de wants zich over heel Nederland verspreid en in oktober 2024 werd de eerste gevalideerde melding gedaan op Ameland.

## In de rest van Europa
De bruin gemarmerde schildwants is waarschijnlijk voor het eerst in Europa geïntroduceerd tijdens de reparatiewerkzaamheden aan de Chinese tuin in Zürich, Zwitserland in de winter van 1998. Er is getraceerd dat de stinkwants reisde met dakpannen die werden geïmporteerd uit Beijing, China. De wants heeft zich sindsdien snel door Europa verspreid. De eerste waarneming in Zuid- Duitsland werd gedaan in Konstanz in 2011. In Italië werden de eerste exemplaren gevonden in Modena in 2012 en daarna in Zuid-Tirol in 2016. De wants is ook waargenomen in Wenen, Oostenrijk, met toenemende meldingen na 2016. De Italiaanse regio Friuli-Venezia Giulia kondigde aan om vanaf 2017 3,5 miljoen euro uit te keren om de kosten van de verloren oogsten van de fruittelers tot het jaar 2020 te compenseren. Halyomorpha halys werd voor het eerst gevonden in Portugal in Pombal eind 2018 of begin 2019-enkele levende exemplaren werden gevonden in landbouwmachines die uit Italië werden geïmporteerd. De Portugese Nationale Autoriteit voor Diergezondheid beschouwt dit echter als een tijdelijke onderschepping. In 2019 is er mogelijk nog een waarneming geweest ergens in Portugal.  Pas in 2020 werd bevestigd dat Halyomorpha halys zich voortplant en overwintert in het land. In maart 2021 werd bevestigd dat het in het VK was aangekomen.

### Verspreiding van Rusland tot Georgië
De stinkwants bleek te zijn geïntroduceerd in de Grote Kaukasus tijdens de bouwwerkzaamheden van de Olympische Winterspelen van 2014 in Sotsji, Rusland, waar hij hoogstwaarschijnlijk werd geïmporteerd met decoratieve bouwelementen die uit Italië waren meegebracht. De stinkwants heeft zich sindsdien verspreid naar Georgië, waar het nog steeds grote schade aanricht aan de lokale gewassen. Van 2016 tot 2018 zou de wants naar schatting een derde van de hazelnootoogst in Georgië hebben vernietigd, met een jaarlijkse schade tot €60 miljoen. Georgië is de op vier na grootste producent van hazelnoten ter wereld, met een jaarlijkse productie ter waarde van € 164 miljoen in 2016. In 2018 heeft de Georgische regering €1,5 miljoen toegewezen en het United States Agency for International Development (USAID) €3 miljoen om de verspreiding van de bruin gemarmerde schildwants in Georgië te helpen bestrijden, maar tot nog toe zijn de inspanningen bekritiseerd als onvoldoende.

### Verspreiding naar Turkije
De stinkwants werd in september 2017 voor het eerst gemeld in de wijk Levent in Istanboel. In oktober van hetzelfde jaar werd het waargenomen in de provincie Artvin en de soort heeft zich snel verspreid naar andere gebieden in het oostelijke Zwarte Zeegebied. In 2018 werd het gemeld in het Hendek- district van Sakarya en vanaf januari 2020 is het aanwezig in 8 provincies en 46 districten in heel Turkije, met de provincies Artvin, Rize, Trabzon, Giresun, Samsun en Yalova als de meest getroffen. Aangenomen wordt dat de wants het land is binnengekomen via Georgië, zoals aanvankelijk werd gemeld in Kemalpaşa, Artvin, op slechts enkele kilometers afstand van de grens tussen beide landen.
Aangezien Turkije de grootste hazelnootproducent ter wereld is, heeft de wants grote schade aangericht aan de hazelnootteelt. De schade aan de hazelnootindustrie in Turkije wordt geschat op $ 200 miljoen in 2017, $ 300 miljoen in 2018 en wordt voornamelijk toegeschreven aan de bruin gemarmerde schildwants, de groene stinkwants en de echte meeldauw. Celal Tuncer, een professor van de Ondokuz Mayıs Universiteit, heeft verklaard dat de bug al een daling van 20% in de hazelnootopbrengst van Artvin heeft veroorzaakt en naar verwachting in de toekomst een daling van 50% in de productie en kwaliteit van hazelnoten zal veroorzaken. Volgens Tuncer zouden deze dalingen leiden tot een schadevergoeding van 1 miljard dollar voor de hazelnootproducenten.

## Levenscyclus

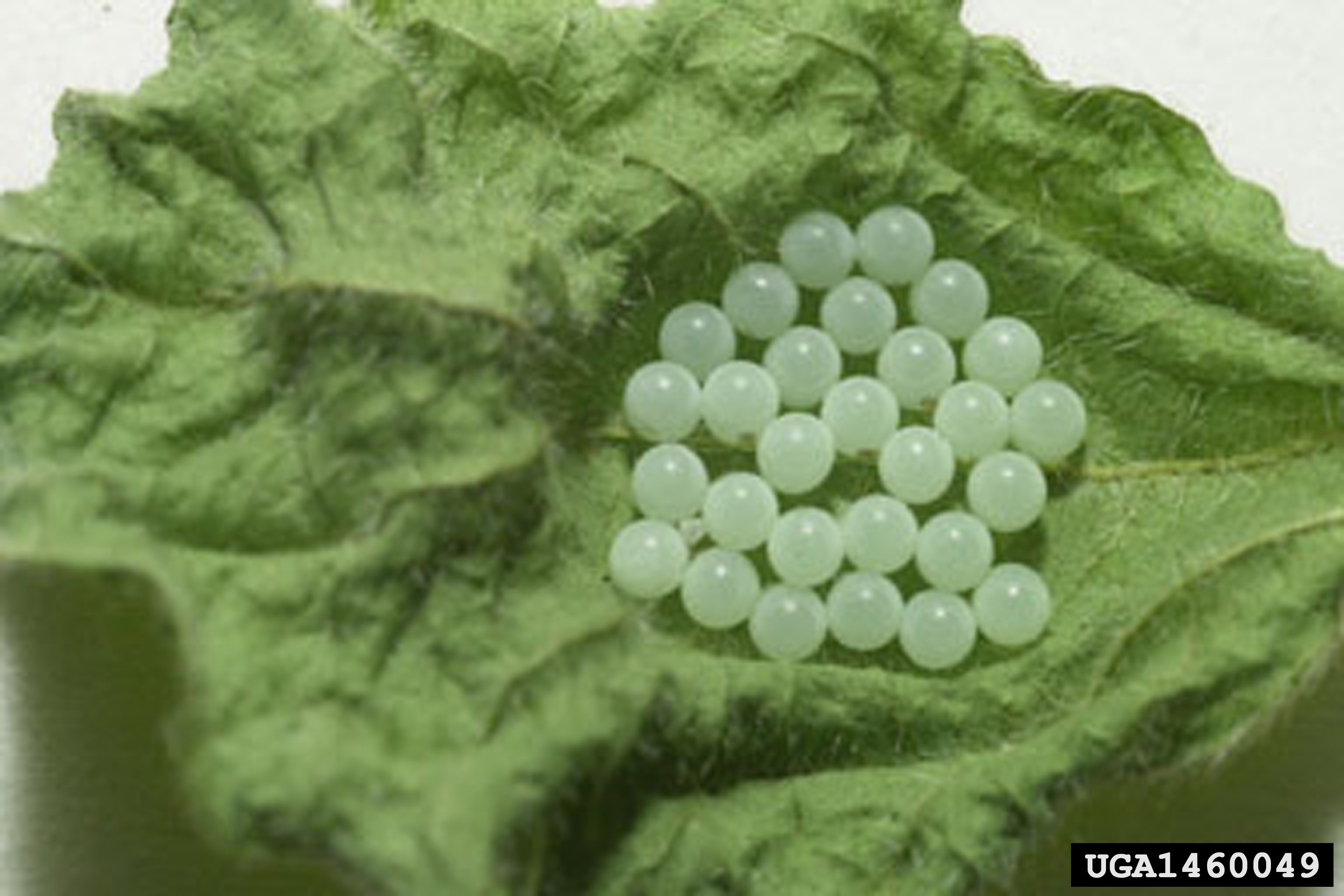
Eitjes
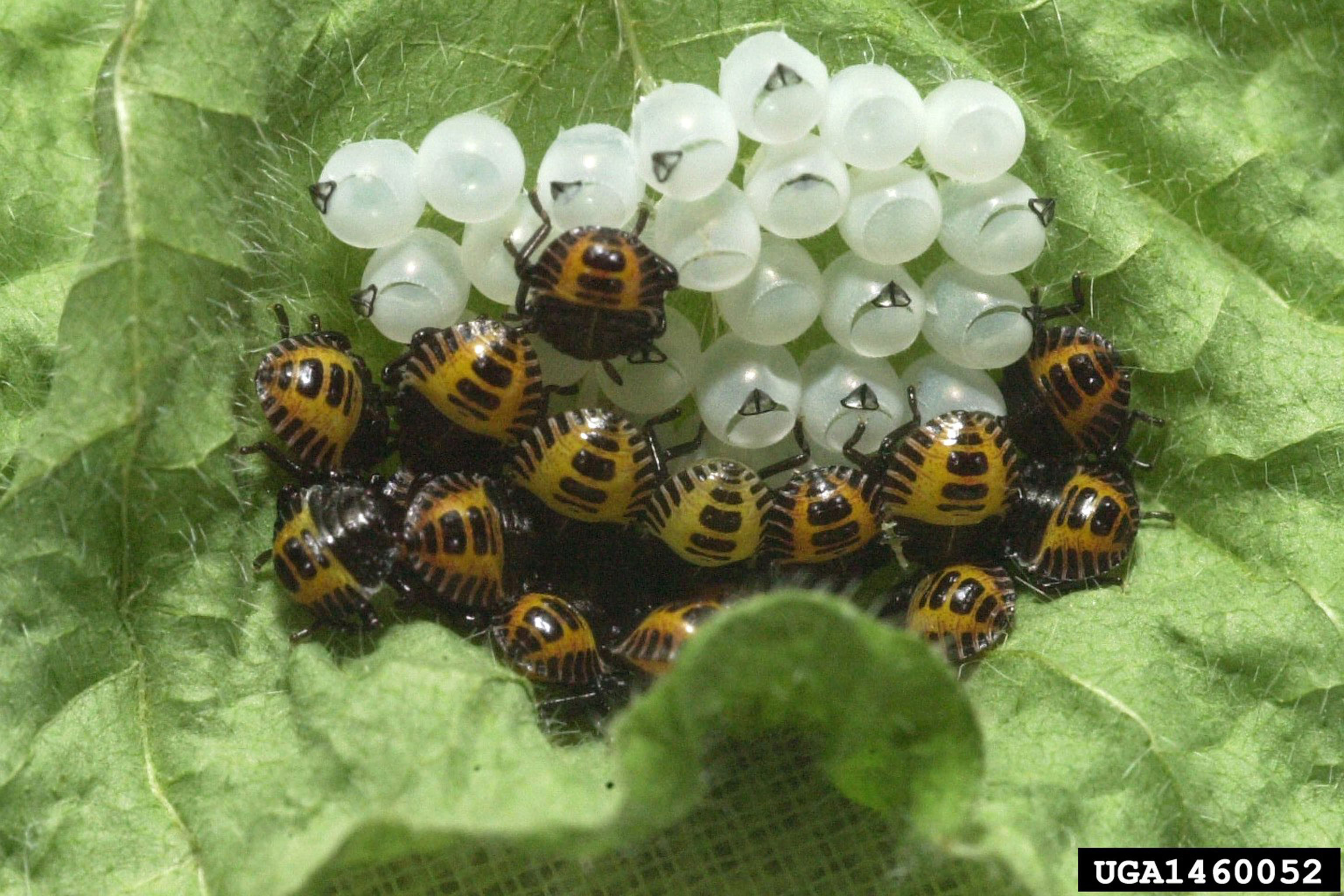
Uitkomende eitjes
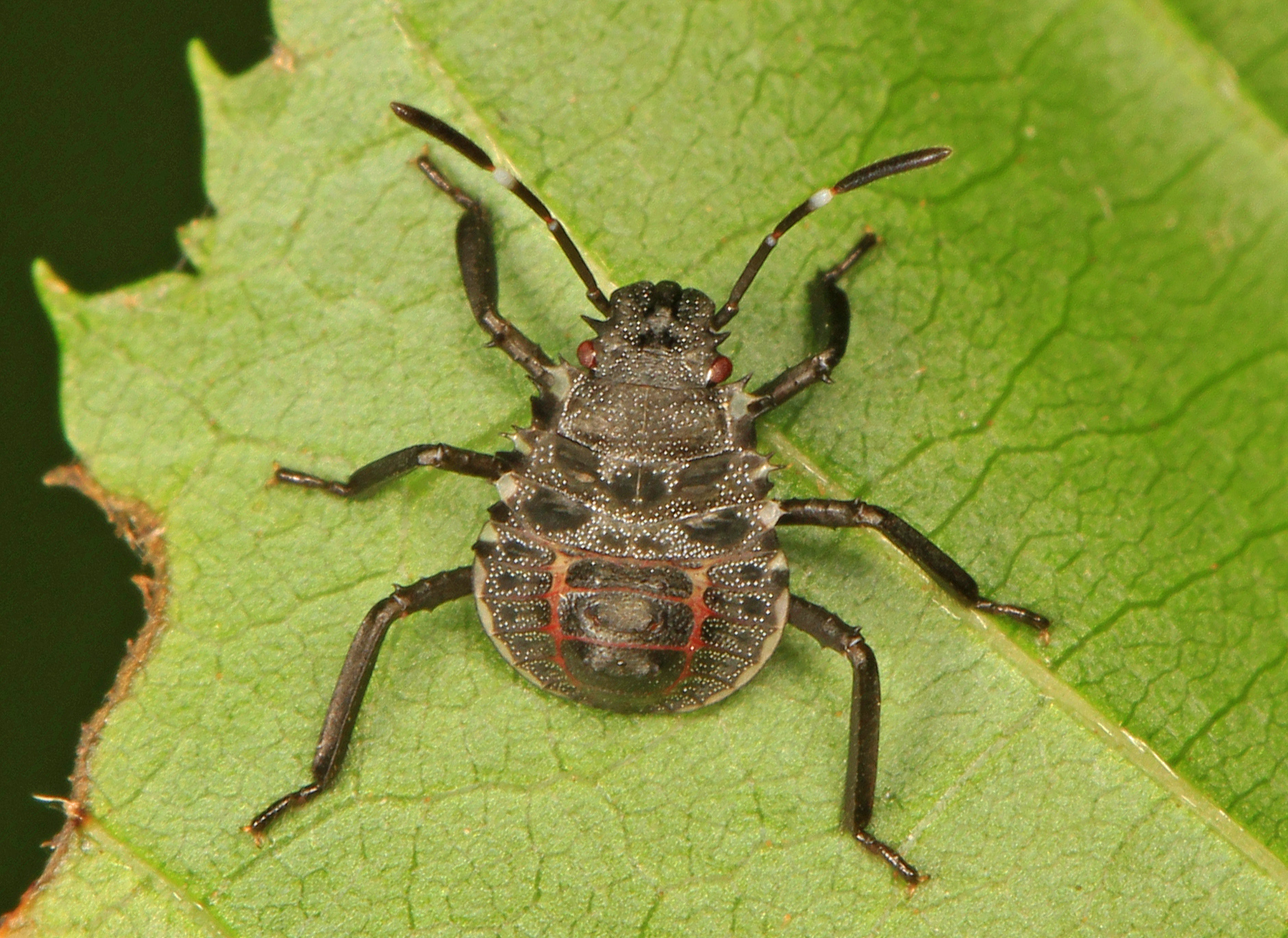
Nimf
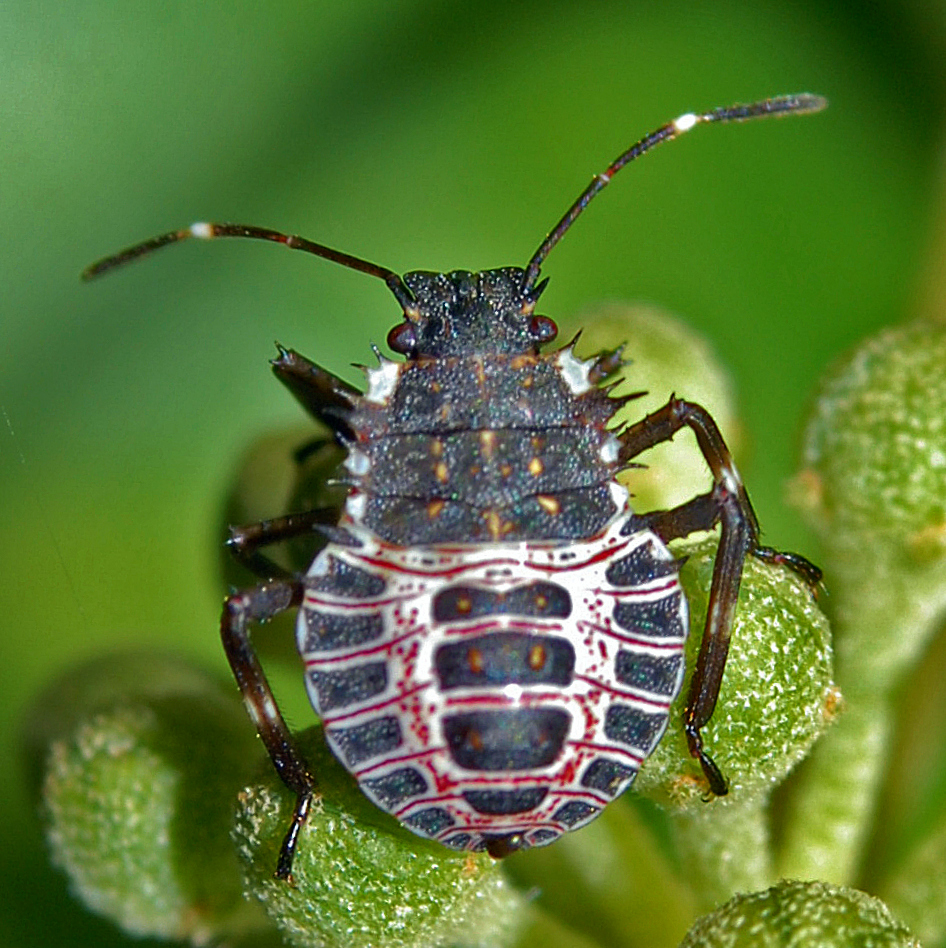
Derde of vierde stadium nimf
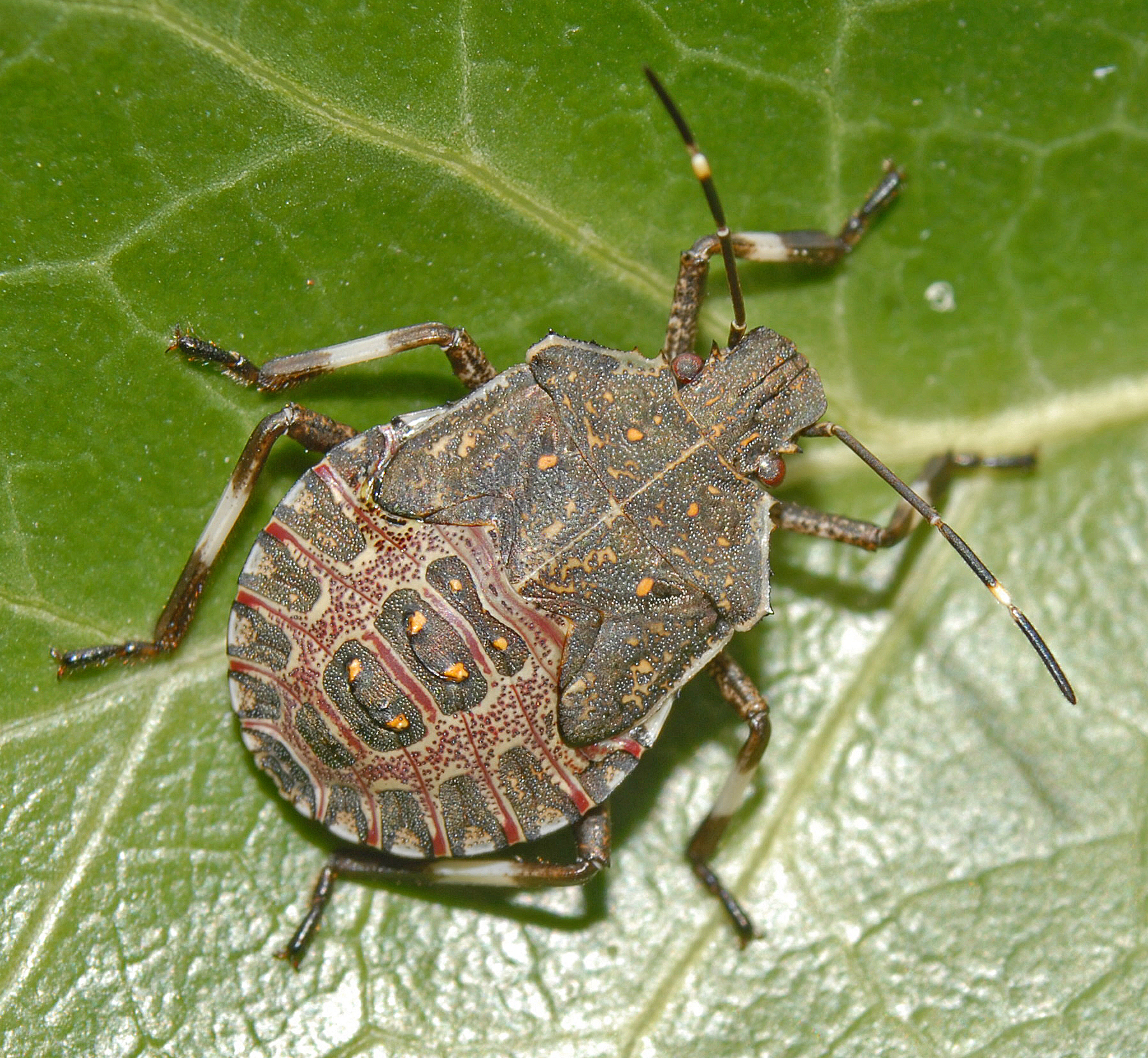
Vijfde stadium nimf
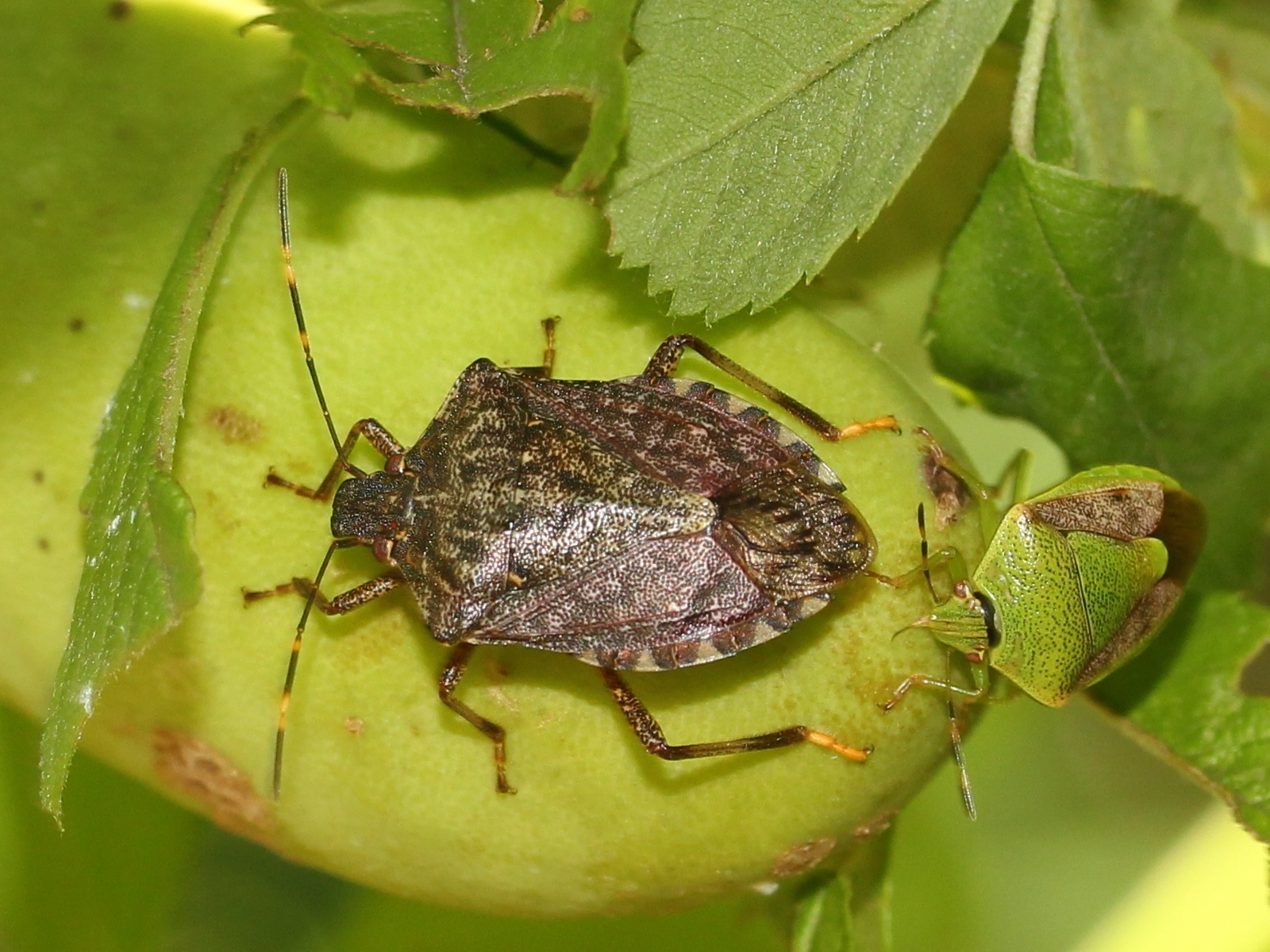
Volgroeide wants
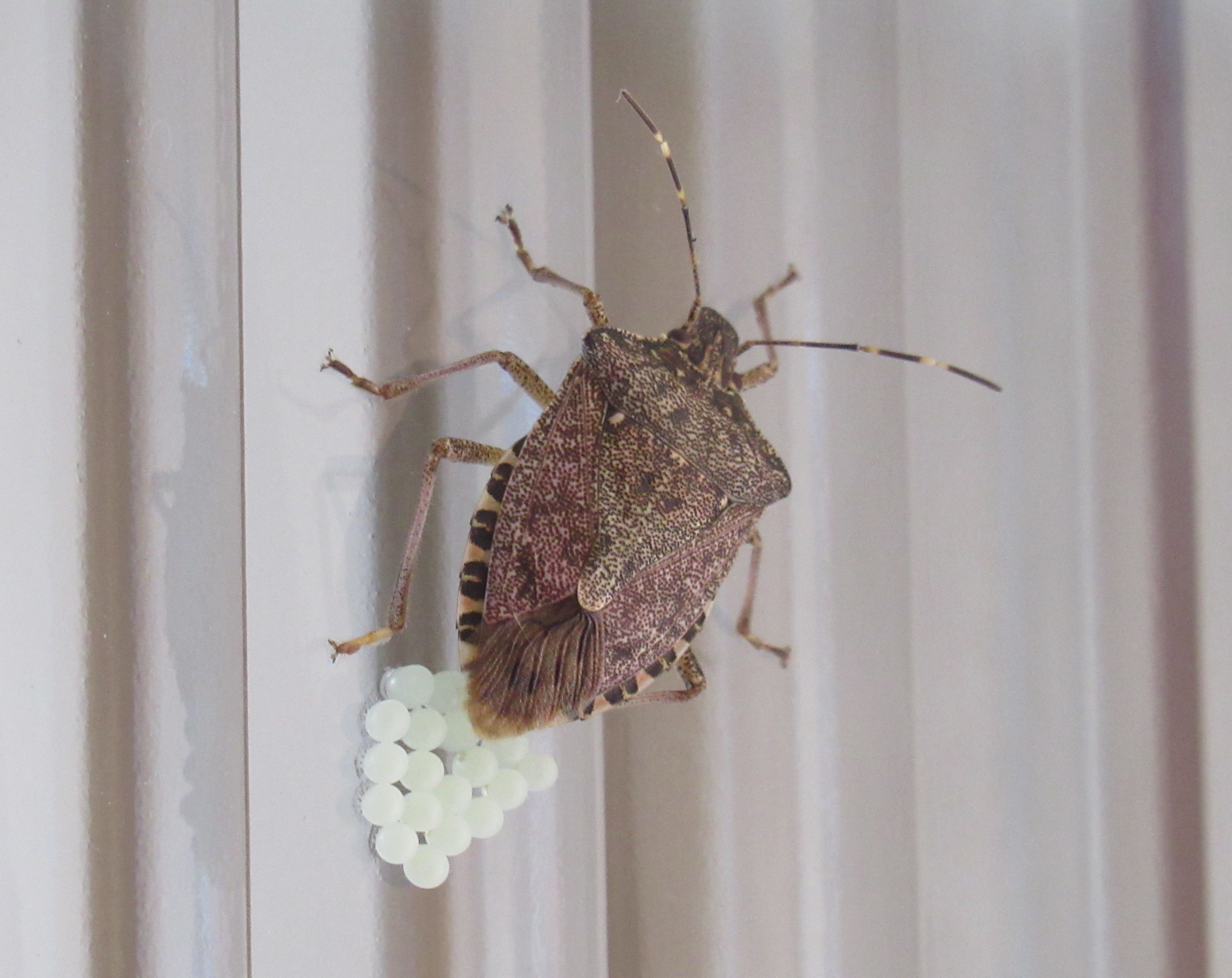
Eitjes leggende wants